# Mayangan (Purworejo)
Mayangan is een bestuurslaag in het regentschap Pasuruan van de provincie Oost-Java, Indonesië. Mayangan telt 2398 inwoners (volkstelling 2010).